# Sam Altman
Sam Altman   (Chicago, 22 d'abril de 1985) és un empresari, inversor i programador nord-americà. És el CEO d'OpenAI i l'antic president d'Y Combinator. Altman també és el cofundador de Loopt (fundat el 2005) i Worldcoin (fundat el 2020).
Altman va créixer a St. Louis, Missouri; la seva mare és dermatòloga. Va rebre el seu primer ordinador als vuit anys. Va néixer en una família jueva. Va cursar estudis secundaris a la John Burroughs School i va estudiar informàtica a la Universitat Stanford fins a abandonar els estudis el 2005. El 2017, va rebre un títol honoris causa de la Universitat de Waterloo.
El 2005, als 19 anys, Altman va cofundar i es va convertir en CEO de Loopt, una aplicació mòbil de xarxes socials basada en la ubicació. Al març de 2012, després que Loopt no aconseguís atraure prou usuaris, l'empresa va ser adquirida per la Green Dot Corporation per 43,4 milions de dòlars.
Altman va començar com a soci a temps parcial a Y Combinator el 2011. El febrer de 2014, Altman va ser nomenat president de Y Combinator pel seu cofundador, Paul Graham. El 2014, en una publicació del seu blog, Altman va afirmar que la valoració total de les empreses Y Combinator havia superat els 65.000 milions de dòlars, incloent Airbnb, Dropbox, Zenefits i Stripe. El setembre de 2014, Altman va anunciar que es convertiria en president de YC Grup, que incloïa Y Combinador i altres unitats.
Altman és el CEO d'OpenAI, una empresa de recerca tecnològica que té com a objectiu avançar en la intel·ligència artificial. L'organització va ser finançada inicialment per Altman, Brockman, Elon Musk, Jessica Livingston, Peter Thiel, Amazon Web Services, Infosys i YC. Recerca. En total, quan l'empresa es va llançar el 2015, havia recaptat mil milions de dòlars de finançadors externs. Va ser acomiadat breument i reincorporat el novembre de 2023.